# FIFA Ballon d’Or 2014

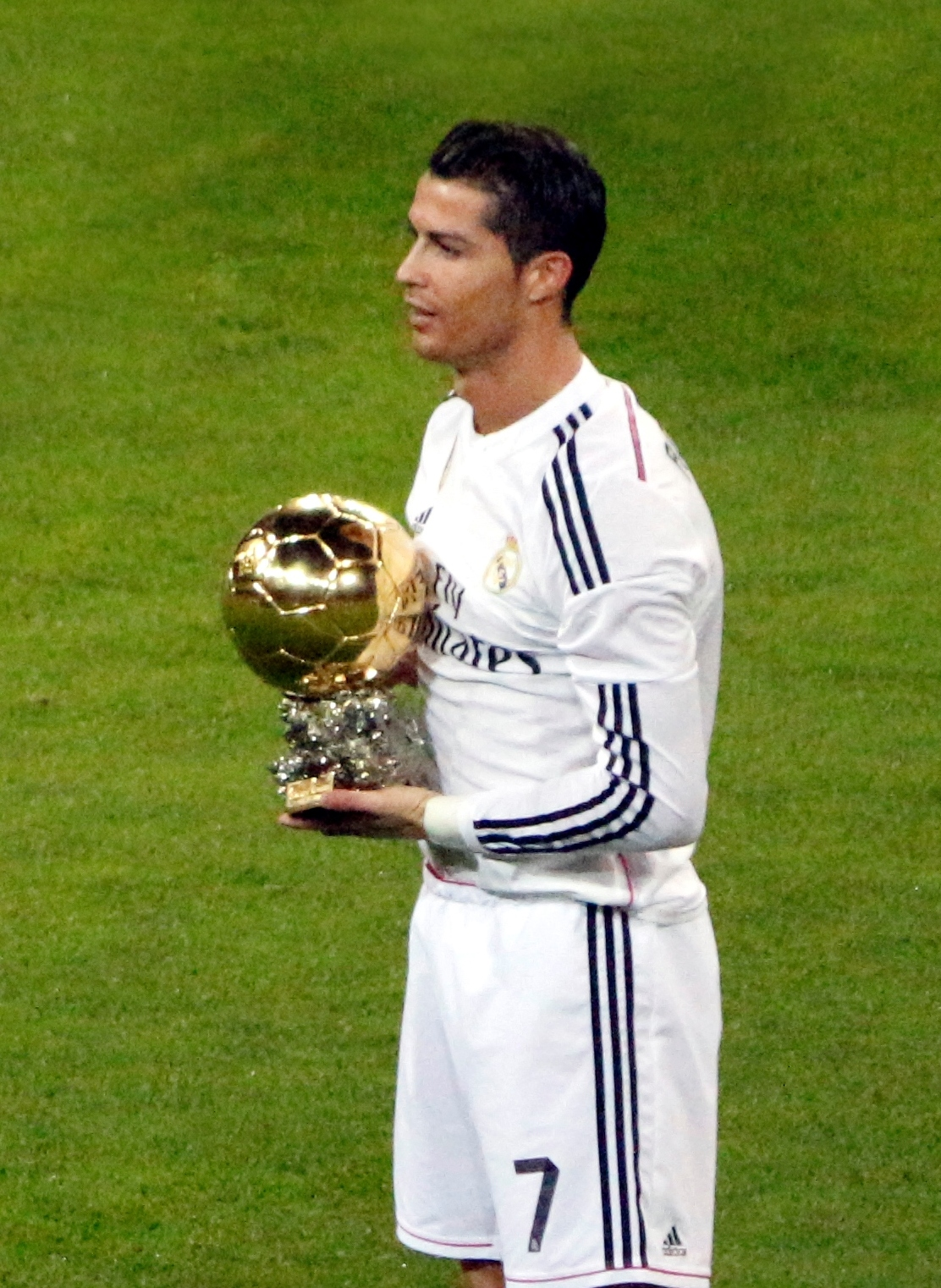
Weltfußballer des Jahres 2014
Cristiano Ronaldo

Der 59. Ballon d’Or (französisch für Goldener Ball) wurde für das Jahr 2014 zum fünften Mal gemeinsam von der Zeitschrift France Football und dem Fußball-Weltverband FIFA unter der Bezeichnung FIFA Ballon d’Or verliehen und kürte den „Weltfußballer des Jahres“.
Am 28. Oktober 2014 wurden die 23 Kandidaten für die Weltfußballerwahl bekannt gegeben, bereits vier Tage zuvor wurden die Kandidatinnen für die Wahl zur Weltfußballerin veröffentlicht. Am 1. Dezember 2014 wurden die drei Spieler mit den meisten Stimmen bekannt gegeben, diese waren Cristiano Ronaldo, Lionel Messi und Manuel Neuer. Die Bekanntgabe des Gewinners und die Siegerehrung fand am 12. Januar 2015 bei der FIFA-Ballon-d’Or-Gala im Kongresshaus in Zürich statt.

## Abstimmungsmodus
Verliehen wurde der Preis von einer Jury, die sich aus Nationaltrainern, Nationalmannschaftskapitänen und Fachjournalisten zusammensetzte. Diese vergaben an drei Spieler aus einer von der France-Football-Redaktion und der FIFA gemeinsam vorgegebenen Liste fünf, drei bzw. einen Punkt. Dabei sollte die Leistung der Spieler im gesamten jeweiligen Kalenderjahr gewürdigt werden. Da die drei Gruppen von Abstimmenden unterschiedliche Wählerzahlen aufweisen, die Voten dieser drei „Wahlkollegien“ aber je exakt ein Drittel des Gesamtergebnisses ausmachen sollen, wurden die absoluten Punktzahlen anschließend in Prozentangaben umgerechnet und so veröffentlicht.

## Ergebnis
Cristiano Ronaldo gewann seinen dritten Ballon d’Or und zog damit hinter dem vierfachen Gewinner Lionel Messi mit Marco van Basten (1988, 1989, 1992), Johan Cruyff (1971, 1973, 1974) und Michel Platini gleich.
| Platzierung | Name                   | Nationalität   | Verein 2014                     | Stimmenanteil |
| ----------- | ---------------------- | -------------- | ------------------------------- | ------------- |
| 1.          | Cristiano Ronaldo      | Portugal       | Real Madrid                     | 37,66 %       |
| 2.          | Lionel Messi           | Argentinien    | FC Barcelona                    | 15,76 %       |
| 3.          | Manuel Neuer           | Deutschland    | FC Bayern München               | 15,72 %       |
| 4.          | Arjen Robben           | Niederlande    | FC Bayern München               | 7,17 %        |
| 5.          | Thomas Müller          | Deutschland    | FC Bayern München               | 5,42 %        |
| 6.          | Philipp Lahm           | Deutschland    | FC Bayern München               | 2,90 %        |
| 7.          | Neymar                 | Brasilien      | FC Barcelona                    | 2,21 %        |
| 8.          | James Rodríguez        | Kolumbien      | AS Monaco / Real Madrid         | 1,47 %        |
| 9.          | Toni Kroos             | Deutschland    | FC Bayern München / Real Madrid | 1,43 %        |
| 10.         | Ángel Di María         | Argentinien    | Real Madrid / Manchester United | 1,29 %        |
| 11.         | Diego Costa            | Spanien        | Atlético Madrid / FC Chelsea    | 1,02 %        |
| 12.         | Gareth Bale            | Wales          | Real Madrid                     | 1,00 %        |
| 12.         | Zlatan Ibrahimović     | Schweden       | Paris Saint-Germain             | 1,00 %        |
| 14.         | Yaya Touré             | Elfenbeinküste | Manchester City                 | 0,86 %        |
| 15.         | Mario Götze            | Deutschland    | FC Bayern München               | 0,84 %        |
| 16.         | Karim Benzema          | Frankreich     | Real Madrid                     | 0,75 %        |
| 17.         | Andrés Iniesta         | Spanien        | FC Barcelona                    | 0,67 %        |
| 18.         | Bastian Schweinsteiger | Deutschland    | FC Bayern München               | 0,57 %        |
| 19.         | Javier Mascherano      | Argentinien    | FC Barcelona                    | 0,55 %        |
| 20.         | Thibaut Courtois       | Belgien        | Atlético Madrid / FC Chelsea    | 0,51 %        |
| 21.         | Eden Hazard            | Belgien        | FC Chelsea                      | 0,47 %        |
| 22.         | Paul Pogba             | Frankreich     | Juventus Turin                  | 0,40 %        |
| 23.         | Sergio Ramos           | Spanien        | Real Madrid                     | 0,33 %        |

Betrachtet man ausschließlich die vergebenen ersten Plätze, ist Ronaldos Sieg noch deutlicher, denn er stand auf 304 Stimmzetteln ganz oben; für Neuer entschieden sich 85 und für Messi 56 Abstimmende. Es folgten Müller (22), Robben (17) und Lahm (12). 15 weitere Spieler wurden mindestens einmal auf Rang eins gesetzt, von diesen am häufigsten Neymar, James Rodriguez (je 6), Götze, Kroos und Bale (je 5). Lediglich Touré und Hazard fanden sich auf keinem einzigen Stimmzettel ganz vorne.